# Список эпизодов телесериала «Родители»
Список серий американского драматического телесериала «Родители», разработанного Джейсоном Катимсом и основанного на одноимённом фильме 1989 года.
Шоу вращается вокруг трех поколений семьи Брэйверман, начиная с отца и матери семейства Зика и Камиллы Брэйверман, их старшего сына Адама, его жены и троих детей, дочери Сары и её двух детей, второго сына Кросби, его бывшей подруги Жасмин и их сына Джаббара и, наконец, заканчивая их второй дочерью Джулией с мужем и дочерью.

## Обзор сезонов
| Сезон | Сезон | Эпизоды | Оригинальная дата показа | Оригинальная дата показа |
| Сезон | Сезон | Эпизоды | Премьера сезона          | Финал сезона             |
| ----- | ----- | ------- | ------------------------ | ------------------------ |
|       | 1     | 13      | 2 марта 2010             | 25 мая 2010              |
|       | 2     | 22      | 14 сентября 2010         | 19 апреля 2011           |
|       | 3     | 18      | 13 сентября 2011         | 28 февраля 2012          |
|       | 4     | 15      | 11 сентября 2012         | 22 января 2013           |
|       | 5     | 22      | 26 сентября 2013         | 17 апреля 2014           |
|       | 6     | 13      | 25 сентября 2014         | 29 января 2015           |

## Список серий

### Сезон 1 (2010)
| № общий | № в сезоне | Название                                                | Режиссёр         | Автор сценария        | Дата премьеры  | Произв. код | Зрители в США (млн) |
| ------- | ---------- | ------------------------------------------------------- | ---------------- | --------------------- | -------------- | ----------- | ------------------- |
| 1       | 1          | «Pilot» «Пилот»                                         | Томас Шламме     | Джейсон Катимс        | 2 марта 2010   | 101         | 8,10                |
| 2       | 2          | «Man Versus Possum» «Человек против опоссума»           | Лоуренс Триллинг | Джейсон Катимс        | 9 марта 2010   | 102         | 6,08                |
| 3       | 3          | «The Deep End of the Pool» «Глубокий конец бассейна»    | Лоуренс Триллинг | Джефф Гринштейн       | 16 марта 2010  | 103         | 5,94                |
| 4       | 4          | «Wassup» «Как дела»                                     | Майкл Иглер      | Тайлер Бенсинген      | 23 марта 2010  | 104         | 7,01                |
| 5       | 5          | «The Situation» «Ситуация»                              | Майкл Инглер     | Бекки Хартман-Эдвардс | 30 марта 2010  | 105         | 6,23                |
| 6       | 6          | «The Big 'O'» «Эта страшная буква „О“»                  | Адам Дэвидсон    | Лорен Шмидт Хиссрик   | 6 апреля 2010  | 106         | 6,28                |
| 7       | 7          | «What's Goin' On Down There?» «И что здесь происходит?» | Адам Дэвидсон    | Сара Уотсон           | 13 апреля 2010 | 107         | 6,28                |
| 8       | 8          | «Rubber Band Ball» «Круглый резиновый мячик»            | Лоуренс Триллинг | Джон Оксенберг        | 20 апреля 2010 | 108         | 7,27                |
| 9       | 9          | «Perchance to Dream» «Помечтай»                         | Лоуренс Триллинг | Бекки Хартман-Эдвардс | 27 апреля 2010 | 109         | 5,81                |
| 10      | 10         | «Namaste No More» «Больше не намасте»                   | Кен Уиттенгем    | Тайлер Бенсингер      | 4 мая 2010     | 110         | 5,88                |
| 11      | 11         | «Solace» «Утешение»                                     | Кен Уиттенгем    | Джефф Гринштейн       | 11 мая 2010    | 111         | 5,93                |
| 12      | 12         | «Team Braverman» «Команда Брэйверман»                   | Лоуренс Триллинг | Джон Оксенберг        | 18 мая 2010    | 112         | 6,24                |
| 13      | 13         | «Lost and Found» «Потерянное и найденное»               | Лоуренс Триллинг | Джейсон Катимс        | 25 мая 2010    | 113         | 6,04                |

### Сезон 2 (2010–11)
| № общий | № в сезоне | Название                                                                                         | Режиссёр            | Автор сценария    | Дата премьеры    | Произв. код | Зрители в США (млн) |
| ------- | ---------- | ------------------------------------------------------------------------------------------------ | ------------------- | ----------------- | ---------------- | ----------- | ------------------- |
| 14      | 1          | «I Hear You, I See You» «Я тебя слышу, я тебя вижу»                                              | Лоуренс Триллинг    | Джейсон Катимс    | 14 сентября 2010 | 201         | 7,60                |
| 15      | 2          | «No Good Deed» «Недоброе дело»                                                                   | Лоуренс Триллинг    | Тайлер Бенсингер  | 21 сентября 2010 | 202         | 5,85                |
| 16      | 3          | «I'm Cooler Than You Think» «Я круче, чем ты думаешь»                                            | Майкл Вэксмэн       | Бриджет Карпентер | 28 сентября 2010 | 203         | 4,83                |
| 17      | 4          | «Date Night» «Ночное свидание»                                                                   | Адам Берстейн       | Дэвид Хадгис      | 5 октября 2010   | 204         | 5,16                |
| 18      | 5          | «The Booth Job» «Работа со стенда»                                                               | Адам Дэвидсон       | Кэрри Эрин        | 12 октября 2010  | 205         | 4,66                |
| 19      | 6          | «Orange Alert» «Оранжевое предупреждение»                                                        | Адам Дэвидсон       | Сара Уотсон       | 19 октября 2010  | 206         | 4,87                |
| 20      | 7          | «Seven Names» «Семь имен»                                                                        | Жан Элисберг        | Эрик Гаггенхэм    | 26 октября 2010  | 207         | 4,94                |
| 21      | 8          | «If This Boat is a Rockin'» «Если эта лодка качается»                                            | Эллисон Лидди-Браун | Тайлер Бенсингер  | 9 ноября 2010    | 208         | 4,99                |
| 22      | 9          | «Put Yourself Out There» «Уберись отсюда»                                                        | Патрик Норрис       | Бриджет Карпентер | 16 ноября 2010   | 209         | 4,81                |
| 23      | 10         | «Happy Thanksgiving» «Счастливого Дня Благодарения»                                              | Боб Берлингер       | Дэвид Хадгинс     | 23 ноября 2010   | 210         | 4,47                |
| 24      | 11         | «Damage Control» «Ремонтно-восстановительные работы»                                             | Лоуренс Триллинг    | Кэрри Эрин        | 4 января 2011    | 211         | 5,98                |
| 25      | 12         | «Meet the New Boss» «Встречайте нового босса»                                                    | Лоуренс Триллинг    | Сара Уотсон       | 11 января 2011   | 212         | 5,58                |
| 26      | 13         | «Opening Night» «Премьера»                                                                       | Кен Уиттингем       | Моника Хендерсон  | 18 января 2011   | 213         | 5,58                |
| 27      | 14         | «A House Divided» «Разделенный дом»                                                              | Кен Уиттингем       | Тайлер Бенсингер  | 1 февраля 2011   | 214         | 6,18                |
| 28      | 15         | «Just Go Home» «Просто иди домой»                                                                | Лоуренс Триллинг    | Бриджет Карпентер | 8 февраля 2011   | 215         | 5,22                |
| 29      | 16         | «Amazing Andy and His Wonderful World of Bugs» «Удивительный Энди и его увлекательный мир жуков» | Лоуренс Триллинг    | Керри Эрин        | 15 февраля 2011  | 216         | 5,12                |
| 30      | 17         | «Do Not Sleep With Your Autistic» «Не спать с аутизмом»                                          | Джейсон Катимс      | Джейсон Катимс    | 22 февраля 2011  | 217         | 5,53                |
| 31      | 18         | «Qualities and Difficulties» «Качества и трудности»                                              | Боб Берлингер       | Бриджет Карпентер | 1 марта 2011     | 218         | 5,03                |
| 32      | 19         | «Taking the Leap» «Перескакивая»                                                                 | Эндрю Берштейн      | Дэвид Хадгинс     | 29 марта 2011    | 219         | 4,89                |
| 33      | 20         | «New Plan» «Новый план»                                                                          | Майкл Уивер         | Джейми Даниер     | 5 апреля 2011    | 220         | 4,76                |
| 34      | 21         | «Slipping Away» «Ускользающее»                                                                   | Лоуренс Триллинг    | Кэрри Эрин        | 12 апреля 2011   | 221         | 5,22                |
| 35      | 22         | «Hard Times Come Again No More» «Тяжелые времена больше не наступят»                             | Лоуренс Триллинг    | Джейсон Катимс    | 19 апреля 2011   | 222         | 6,32                |

### Сезон 3 (2011–12)
| № общий | № в сезоне | Название                                                                            | Режиссёр            | Автор сценария            | Дата премьеры    | Произв. код | Зрители в США (млн) |
| ------- | ---------- | ----------------------------------------------------------------------------------- | ------------------- | ------------------------- | ---------------- | ----------- | ------------------- |
| 36      | 1          | «I Don't Want to Do This Without You» «Я не хочу делать это без тебя»               | Лоуренс Триллинг    | Джейсон Катимс            | 13 сентября 2012 | 301         | 6,29                |
| 37      | 2          | «Hey, If You're Not Using That Baby…» «Эй, если ты не используешь этого ребенка...» | Лоуренс Триллинг    | Кэрри Эрин                | 20 сентября 2011 | 302         | 5,28                |
| 38      | 3          | «Step Right Up» «Шаг вперед»                                                        | Адам Дэвидсон       | Дэвид Хадгинс             | 27 сентября 2011 | 303         | 5,53                |
| 39      | 4          | «Clear Skies From Here on Out» «Чистое небо начиная отсюда»                         | Адам Дэвидсон       | Бриджит Карпентер         | 4 октября 2011   | 304         | 5,05                |
| 40      | 5          | «Nora» «Нора»                                                                       | Эллисон Лидди-Браун | Джейсон Катимс            | 11 октября 2011  | 305         | 5,26                |
| 41      | 6          | «Tales From the Luncheonette» «Байки из кафе»                                       | Эллисон Лидди-Браун | Кэрри Эрин                | 18 октября 2011  | 306         | 5,03                |
| 42      | 7          | «Forced Family Fun» «Вынужденное семейное торжество»                                | Патрик Норрис       | Сара Уотсон               | 1 ноября 2011    | 307         | 5,29                |
| 43      | 8          | «In-Between» «Посередине»                                                           | Патрик Норрис       | Эрик Гаггенхэм            | 8 ноября 2011    | 308         | 5,30                |
| 44      | 9          | «Sore Loser» «Боль проигравшего»                                                    | Лоуренс Триллинг    | Бриджит Карпентер         | 15 ноября 2011   | 309         | 5,06                |
| 45      | 10         | «Mr. Honesty» «Мистер Честность»                                                    | Лоуренс Триллинг    | Моника Хендерсон Белетски | 22 ноября 2011   | 310         | 4,57                |
| 46      | 11         | «Missing» «Пропавший»                                                               | Дилан К. Мэссин     | Сара Уотсон               | 29 ноября 2011   | 311         | 5,76                |
| 47      | 12         | «Road Trip» «Поездка на машине»                                                     | Джессика Ю          | Дэвид Хадгинс             | 3 января 2012    | 312         | 4,94                |
| 48      | 13         | «Just Smile» «Честная улыбка»                                                       | Майкл Уивер         | Джейми Даниер             | 10 января 2012   | 313         | 4,70                |
| 49      | 14         | «It Is What It Is» «Это то, что есть»                                               | Майкл Уивер         | Эрик Гаггенхэм            | 17 января 2012   | 314         | 4,97                |
| 50      | 15         | «Politics» «Политика»                                                               | Питер Краузе        | Сара Уотсон               | 7 февраля 2012   | 315         | 4,63                |
| 51      | 16         | «Tough Love» «Жестокая любовь»                                                      | Лоуренс Триллинг    | Моника Хендерсон Белецки  | 14 февраля 2012  | 316         | 4,48                |
| 52      | 17         | «Remember Me, I'm the One Who Loves You» «Помни меня, я тот, кто тебя любит»        | Джейсон Катимс      | Кэрри Эрин                | 21 февраля 2012  | 317         | 4,91                |
| 53      | 18         | «My Brother's Wedding» «Свадьба моего брата»                                        | Лоуренс Триллинг    | Джейсон Катимс            | 28 февраля 2012  | 318         | 5,16                |

### Сезон 4 (2012–13)
| № общий | № в сезоне | Название                                                                            | Режиссёр         | Автор сценария    | Дата премьеры    | Произв. код | Зрители в США (млн) |
| --- | ---------- | ----------------------------------------------------------------------------------- | ---------------- | ----------------- | ---------------- | ----------- | ------------------- |
| 54 | 1          | «Family Portrait» «Семейный портрет»                                                | Лоуренс Триллинг | Джейсон Катимс    | 11 сентября 2012 | 401         | 5,48                |
| Все готовятся к семейной фотосессии. Марк убедил Камиллу в серьезности их с Сарой отношений, чтобы тоже быть на фотографии. У Хэдди последняя неделя дома перед отъездом в колледж. Кристина планирует массу семейных мероприятий, но все проходит не очень хорошо, т.к. Хэдди хочет проводить время с друзьями, а не с родителями, и устраивает скандалы. Она счастлива уехать в колледж, но в аэропорту понимает, что семья - это самые любящие и дорогие ей люди, и ей тяжело с ними расставаться. Музыкант со звукозаписывающей студии, новое увлечение Эмбер, скрыл от неё, что уже встречается с другой. Возмущенный Адам разорвал с ним контракт. Сара устраивается помощником их семейного фотографа Хэнка. И, не имея навыков в этой области, проваливает испытательное задание. Но Хэнк все же берет её на работу, т.к. она прекрасно ладит с людьми. Макс обвиняет Виктора в пропаже своей ящерицы. Тот говорит, что не брал её. Однако Джулия находит ящерицу у себя дома. Джоэль считает, что она слишком мягка с приемным сыном и многое ему позволяет, а если он член семьи, то не надо обращаться с ним как с гостем. Кросби и Жасмин говорят Рене, что против её активного насаждения религии их сыну. |            |                                                                                     |                  |                   |                  |             |                     |
| 55 | 2          | «Left Field» «Окраина»                                                              | Лоуренс Триллинг | Дэвид Хаджинс     | 18 сентября 2012 | 402         | 4,98                |
| Адам и Кристина думают о собаке, Кристина случайно говорит об этом Максу и вопрос становится решенным. Виктор симулирует болезнь, чтобы не идти в школу. Джулия хочет заслужить его доверие и обещает ждать его возле школы весь день, пропуская работу. Эми расстается с Дрю в первый учебный день в выпускном классе. Кросби удивлен, что Адам и Кристина все планируют, даже свою интимную жизнь, хотя сам не может точно ответить про ужин с друзьями Жасмин и забывает забрать сына из школы. Это заставляет его понять пользу расписаний. На регулярной маммографии у Кристины обнаруживают опухоль. |            |                                                                                     |                  |                   |                  |             |                     |
| 56 | 3          | «Everything Is Not Okay» «Всё не в порядке»                                         | Сэм Джагер       | Бриджет Карпентер | 25 сентября 2012 | 403         | 4,85                |
| 57 | 4          | «The Talk» «Разговор»                                                               | Патрик Норрис    | Сара Уотсон       | 2 октября 2012   | 404         | 4,45                |
| 58 | 5          | «There’s Something I Need to Tell You…» «Я должен тебе кое-что сказать…»            | Патрик Норрис    | Джейсон Катимс    | 9 октября 2012   | 405         | 4,95                |
| 59 | 6          | «I’ll Be Right Here» «Я буду рядом»                                                 | Джессика Ю       | Сара Голдфингер   | 23 октября 2012  | 406         | 4,85                |
| 60 | 7          | «Together» «Вместе»                                                                 | Миллисент Шелтон | Эрик Гаггенхэм    | 13 ноября 2012   | 407         | 4,82                |
| 61 | 8          | «One More Weekend With You» «Ещё одни выходные с тобой»                             | Лоуренс Триллинг | Моника Белетски   | 20 ноября 2012   | 408         | 4,62                |
| 62 | 9          | «You Can't Always Get What You Want» «Ты не всегда сможешь получить то, что хочешь» | Лоуренс Триллинг | Бриджет Карпентер | 27 ноября 2012   | 409         | 4,49                |
| 63 | 10         | «Trouble in Candyland» «Беда в Стране сладостей»                                    | Дилан К. Мэссин  | Джесси Цвик       | 4 декабря 2012   | 410         | 4,98                |
| 64 | 11         | «What to My Wondering Eyes» «Мои удивлённые глаза»                                  | Ханель Калпеппер | Джейсон Катимс    | 11 декабря 2012  | 411         | 5,73                |
| 65 | 12         | «Keep on Rowing» «Продолжай катиться»                                               | Дэкс Шепард      | Дэвид Хаджинс     | 1 января 2013    | 412         | 5,37                |
| 66 | 13         | «Small Victories» «Маленькие победы»                                                | Питер Краузе     | Сара Уотсон       | 8 января 2013    | 413         | 5,30                |
| 67 | 14         | «One Step Forward, Two Steps Back» «Один шаг вперёд, два шага назад»                | Лоуренс Триллинг | Бриджет Карпентер | 15 января 2013   | 414         | 4,96                |
| 68 | 15         | «Because You're My Sister» «Потому что ты моя сестра»                               | Лоуренс Триллинг | Джейсон Катимс    | 22 января 2013   | 415         | 4,87                |

### Сезон 5 (2013–14)
| № общий | № в сезоне | Название                                                                 | Режиссёр            | Автор сценария                     | Дата премьеры    | Произв. код | Зрители в США (млн) |
| --- | ---------- | ------------------------------------------------------------------------ | ------------------- | ---------------------------------- | ---------------- | ----------- | ------------------- |
| 69 | 1          | «It Has to be Now» «Это должно произойти сейчас»                         | Лоуренс Триллинг    | Джейсон Катимс                     | 26 сентября 2013 | 501         | 5,06                |
| Жасмин родила девочку. Молодой папа не ожидал таких трудностей с новорожденной. Макс посещает фотолабораторию Хэнка, который вернулся обратно в город. Джоэл и Джулия пытаются устроиться на работу. Джоэл получает крупный заказ на строительство, а Джулия проваливает собеседование, т.к. её прошлый работодатель не хочет давать ей рекомендации. Боб Литтл предлагает Кристине возглавить его предвыборный штаб. Сперва она сомневается, но потом решает самой баллотироваться в мэры Беркли. После возвращения с военной службы Райан делает предложение Эмбер. Сара работает управдомом в многоквартирном доме и знакомится с очаровательным жильцом Карлом. |            |                                                                          |                     |                                    |                  |             |                     |
| 70 | 2          | «All Aboard Who's Coming Aboard» «Все на борту, кто поднимается на борт» | Лоуренс Триллинг    | Дэвид Хаджинс                      | 3 октября 2013   | 502         | 4,17                |
| Джулия знакомится в школьном комитете с Эдом Бруксом и проводит с ним много времени. Кристина набрала штат помощников для работы над своей предвыборной кампанией, но Адаму не по душе вся эта затея. Эмбер объявляет о своей помолвке всей семье. Сара переживает, т.к. считает, что им слишком рано делать такой серьезный шаг. Но ничего не говорит дочери, боясь оттолкнуть её, а наоборот предлагает свою помощь в организации торжества. Камилла предлагает мужу сменить их дом на квартиру в городе, чтобы быть ближе к цивилизации и сэкономить на оплате, но Зик не хочет об этом слышать. Новорожденная Аида становится причиной частых конфликтов в семье Кросби. Однажды их попросили даже уйти из ресторана, потому что она долго плакала. Разъяренный Кросби сорвался на управляющего и посетителей. |            |                                                                          |                     |                                    |                  |             |                     |
| 71 | 3          | «Nipple Confusion» «Путаница из-за сосков»                               | Патрик Норрис       | Сара Уотсон                        | 10 октября 2013  | 503         | 3,77                |
| Видя большие расходы по предвыборной кампании, Адам решает сам контролировать финансы. Райан помогает Дрю приструнить наглого соседа в общежитии колледжа. Теперь Дрю может поближе познакомиться с очаровательной Натали из параллельного потока. Не желая даже слышать о продаже дома, Зик покупает двухместный Понтиак 1965 г.в., не обсудив это с женой. Камилла в ярости. Учительница сообщает родителям Виктора, что тот сильно отстает от программы 5 класса. Джулия видит, что мальчик не справляется с программой, и хочет перевести его обратно в 4 класс. Джоэл запрещает ей это делать, он считает, что жена плохо занималась с сыном и репетитор может все исправить. Неожиданно для себя Джулия делится проблемами с Эдом, и он поддерживает её решение. Памятуя своё занятие фотографией, Сара хочет сделать предвыборные снимки Кристины. Но кандидату в мэры нужен профессионал, и Кристина сомневается, доверять ли такое дело Саре. Кросби, наконец, находит общий язык с дочерью, давая Жасмин возможность отдохнуть. |            |                                                                          |                     |                                    |                  |             |                     |
| 72 | 4          | «In Dreams Begin Responsibility» «Во снах начинается ответственность»    | Патрик Норрис       | Джина Фатторе                      | 17 октября 2013  | 504         | 4,02                |
| Райан избегает разговоров о приглашении на свадьбу своих родственников, говоря, что придут только его сослуживцы. Сара решается сказать дочери, что против её свадьбы, т.к. Райан не очень надежный человек. Дрю пытается завоевать сердце Натали. Нехватка денег для избирательной кампании заставляет Кристину искать спонсоров. Адам пытается получить деньги у своего бывшего клиента рэпера Миста РЭЯ. Кристина получает чек от бизнесмена, с планами по застройке которого категорически не согласна. Чтобы усмирить расшалившихся детей, Джулия отправляет Сидни и Виктора на исправительные работы в гараж к дедушке. Зик нашел для внука занятие по душе, заодно мотивировав его к чтению. Проблемы с очередным клиентом в Ланчонете заставили Адама задуматься о создании собственного лейбла. Кросби считает эту идею безумной. |            |                                                                          |                     |                                    |                  |             |                     |
| 73 | 5          | «Let's Be Mad Together» «Давай будем сумасшедшими вместе»                | Дилан К. Мэссин     | Джессика Голдберг                  | 24 октября 2013  | 505         | 3,95                |
| Адам получил права на песни одной рок-н-рольной группы, теперь Ланчонет может стать Лейблом, но только при активной поддержке Кросби. Макс по совету Хэнка фотографирует людей в школе. Несмотря на протест плачущей девушки, он снимает и её. Родители девочки жалуются. Редактор школьного ежегодника говорит Кристине, что старался ужиться со всеми странностями Макса, но теперь ребенок будет заниматься версткой. Джулия считает, что Пит, архитектор на стройке Джоэла, злоупотребляет временем её мужа и это может привести к отставанию от графика. Джоэл соглашается обсудить это с Пит, но во время ужина Пит рассеивает его страхи, обещая в дальнейшем плодотворное и прибыльное сотрудничество. Сара не очень удачно пытается решать бытовые проблемы жильцов, на помощь к ней направляется Райан и узнает, что она против свадьбы. |            |                                                                          |                     |                                    |                  |             |                     |
| 74 | 6          | «The M Word» «Слово на букву „М“»                                        | Джеймс Понсолдт     | Джулия Браунелл                    | 31 октября 2013  | 506         | 3,67                |
| Кристина привлекла всю семью для агитации, но дела идут не очень хорошо. Ей предстоит важный шаг - дебаты с Бобом Литтлом. Она очень волнуется и не может собраться. Она почти проваливает дебаты, пока речь не заходит о детях-инвалидах. Райан предлагает Эмбер просто расписаться в мэрии и не устраивать праздник. Джулия с детьми во время агитации встречает Эда и его детей. Он приглашает их в дом, и они чудесно проводят там время, пока не приходит жена Эда. Зик с Камиллой идут смотреть квартиры для переезда, но не могут найти подходящий вариант. Камилла говорит ему, что хочет поехать с художественным классом в Италию на месяц. Дрю проводит ночь с Натали. |            |                                                                          |                     |                                    |                  |             |                     |
| 75 | 7          | «Speaking of Baggage» «Разговоры о багаже»                               | Миллисент Шелтон    | Ян Дейчтман и Кристин Раск Робисон | 7 ноября 2013    | 507         | 3,88                |
| Отношения между Джулией и Джоэлом становятся все прохладнее. Камилла сообщает семье про поездку в Италию, дети недоумевают, почему Зик не едет с ней. Джулия в отчаянии, она не справляется с детьми, муж её не понимает. Эд становится единственным человеком, кого интересует её душевное состояние. Кристина рассказывает Эмбер трогательную и милую историю о том, как Адам много лет назад сделал ей предложение. Райан снова делает предложение Эмбер, но на этот раз дарит ей кольцо. |            |                                                                          |                     |                                    |                  |             |                     |
| 76 | 8          | «The Ring» «Кольцо»                                                      | Лоуренс Триллинг    | Джастин Ло                         | 14 ноября 2013   | 508         | 3,77                |
| Зик наслаждается одиночеством и свободой. Камилла счастлива в Италии. Кристина отстает от Боба Литтла на два пункта, но в прессу просачивается сообщение о буйном прошлом Адама. Все советуют Кристине рассказать о связи Боба с Эмбер, но она отказывается от подобных грязных игр и еще больше опускается в рейтинге. Джаббар занимается балетом под руководством Жасмин, Кросби волнуется, что у него с сыном не осталось общих интересов. Джулия узнает от учительницы, что Виктора хотят перевести обратно в 4 класс, т.к. он серьезно отстает от программы. Они с мужем ругаются, обвиняя друг друга в случившемся. Эмбер не по душе дороговизна обручального кольца, она предлагает Райану вернуть его в магазин. |            |                                                                          |                     |                                    |                  |             |                     |
| 77 | 9          | «Election Day» «День выборов»                                            | Лоуренс Триллинг    | Джейсон Катимс                     | 21 ноября 2013   | 509         | 3,65                |
| Виктор первый день в четвёртом классе. Макс знакомится с Руби, дочерью Хэнка. У Макса большие планы на её счет. Кристина сокращает отрыв от Боба перед выборами. Эмбер впервые записывает в студии партию бэк-вокала для песни. Позже они отмечают окончание записи с группой, но приезжает Райан и в порыве ревности избивает музыкантов. Вот он, волнующий день выборов. Многие поддерживают Кристину и верят в её победу, но Боб Литтл опережает её. Сара проводит ночь с Карлом. |            |                                                                          |                     |                                    |                  |             |                     |
| 78 | 10         | «All That's Left is the Hugging» «Всё, что осталось, это объятия»        | Джессика Ю          | Сара Уотсон                        | 12 декабря 2013  | 510         | 3,93                |
| Кристина отмечает поражение в выборах. Эмбер делает перерыв в отношениях с Райанам. Натали предлагает Дрю свободные отношения. Кросби советует ему согласится и тоже не терять молодость зря. Эд разводится с женой. Райан подписывает контракт на службу в армии. Кристина оригинально мстит Бобу за свой проигрыш. Неожиданно на пороге комнаты Дрю возникает Эми. |            |                                                                          |                     |                                    |                  |             |                     |
| 79 | 11         | «Promises» «Обещания»                                                    | Майкл Уивер         | Дэвид Хаджинс                      | 2 января 2014    | 511         | 3,96                |
| Эд продолжает добиваться Джулии. Однажды Макс в ярости громит студию Хэнка. Адам дает Хэнку книгу про людей с синдромом Аспергера и тот делает неожиданные для себя выводы. Джулия рассказывает Адаму о проблемах с мужем. Дрю разрывается между Натали и Эми. Зик в баре знакомится с Рокки, тоже служившем во Вьетнаме. На школьном аукционе Джоэл избивает подвыпившего Эда и начинает подозревать жену в измене. Карл оказывается известным детским доктором-меценатом. |            |                                                                          |                     |                                    |                  |             |                     |
| 80 | 12         | «Stay a Little Longer» «Не торопись уходить»                             | Майкл Уивер         | Джулия Браунелл                    | 9 января 2014    | 512         | 4,26                |
| Оливер Ром из рок-н-рольной группы «Ashes of Rome» ссорится с музыкантами, отказывается дальше записывать альбом и приходит жить в дом к Кросби. Хэнк и Сара проходят собеседование в Сёрфспорт для работы над рекламным буклетом, Сара получает этот заказ и просит Хэнка помочь ей. Райан уезжает на службу. Дети в школе Макса не хотят с ним дружить, считают его слишком странным и смеются над ним. |            |                                                                          |                     |                                    |                  |             |                     |
| 81 | 13         | «Jump Ball» «Спорный вопрос»                                             | Кен Уиттингем       | Джессика Голдберг                  | 16 января 2014   | 513         | 3,98                |
| Эмбер в тоске и печали напивается в каком-то баре, встречает работающего там своего отца и обвиняет его во всех своих проблемах. Эми живет с Дрю в общежитии, не хочет возвращаться в университет и врет об этом родителям. Камилла вернулась домой, подарила внукам конфеты, детям свои картины и сразу же отправилась на художественную выставку. Хэнк с доктором Пеликаном пытаются выяснить наличие у первого синдрома Аспергера. Братья собираются на игру в покер, и Адам приглашает Хэнка, игра проваливается. Зик ведет Камиллу в итальянский ресторан. Она сообщает ему, что через три месяца их группа едет во Францию. Джоэл решил съехать из дома. |            |                                                                          |                     |                                    |                  |             |                     |
| 82 | 14         | «You've Got Mold» «У вас плесень»                                        | Кен Уиттингем       | Джина Фатторе                      | 23 января 2014   | 514         | 4,26                |
| В школе дети начинают замечать, что Макс не такой как все, и сторонятся его. Тоже и с учителями, его постоянно на уроках отправляют в библиотеку. Сара хочет снимать на пляже для Серфспорт, а Хэнк предлагает не мудрствовать и воспользоваться Фотошопом. Но она настояла на своем, и все получилось отлично. Родители всех проблемных детей звонят Кристине с просьбами о помощи. У Кросби в доме появилась плесень. Её истребление заняло много времени, и ему с семьей пришлось переехать к родителям. Джоэл и Джулия рассказали детям о расхождении, дети в шоке. Зик решается продать дом, чтобы не потерять Камиллу. Проблемы у Макса в школе приводят его родителей к мысли открыть частную школу для детей с особенностями. |            |                                                                          |                     |                                    |                  |             |                     |
| 83 | 15         | «Just Like at Home» «Почти как дома»                                     | Эллисон Лидди-Браун | Ян Дейчтман и Кристин Раск Робисон | 27 февраля 2014  | 515         | 3,59                |
| Виктор и Сидни впервые на выходных в гостях у папы. Джулия тоскует в одиночестве дома. Адам и Кристина отлично проводят время на спа-процедурах. Сара ужинает с Карлом. Хэнк без её согласия редактирует фото для Сёрфспорт. Пеликан говорит, что он должен извиниться перед ней за это. Дрю просит Эми поговорить с родителями и перестать скрываться от проблем в его общаге. Братья и сестры оставляют свои личные и семейные дела, чтобы поддержать Джулию в трудный момент. |            |                                                                          |                     |                                    |                  |             |                     |
| 84 | 16         | «The Enchanting Mr. Knight» «Очаровательный мистер Найт»                 | Эллисон Лидди-Браун | Элисон Лидди-Браун                 | 6 марта 2014     | 516         | 3,80                |
| Карл предлагает Саре ехать с ним в Африку, отодвинув срок сдачи фотопроекта, она скрывает это от Хэнка. Эд с Джулией снова вместе работают в экологическом комитете. Сидни отказывается ночевать в квартире отца. Но Джоэл против нарушения установленных правил. Адам и Кристина разбираются в школе с учителями Макса и знакомятся с его креативным учителем по английскому - мистером Найтом. Он поддерживает создание отдельных школ для таких детей как Макс. Он думает, что эти школы существуют недолго, потому что родители открывают их ради собственного ребенка, а потом забрасывают школьные дела. Но у Кристины иной настрой, и мистер Найт сдается. Хэнк случайно узнает о поездке Сары в Африку. Он в гневе говорит Саре, что она постоянно бросает хорошую работу и возможности ради очередного парня и его желаний. Натали не хочет больше встречаться с Дрю. Джулия обвиняет Эда в своих проблемах с мужем. Дрю с Эмбер идут на вечеринку студенческого братства. |            |                                                                          |                     |                                    |                  |             |                     |
| 85 | 17         | «Limbo» «Ад»                                                             | Лоуренс Триллинг    | Джессика Голдберг                  | 13 марта 2014    | 517         | 3,87                |
| На повестке дня в семье Кросби - крестины Аиды, он не в восторге от этого, т.к. его дом на ремонте, родители хотят продать свой дом, у тещи очень мало места, вдобавок предполагаемые крестные, Джулия и Джоэл, переживают не лучшие времена. Сара с Хэнком печатают брошюру, но им мешает Макс, Саре приходится его выгнать. Ночь после вечеринки Натали провела с Берто, соседом Дрю по комнате. Кросби просит Адама стать новым крестным. Ужин перед крещением превратился в ужин с выяснением отношений между всеми членами семьи. Джоэл все же приходит на церемонию крещения. |            |                                                                          |                     |                                    |                  |             |                     |
| 86 | 18         | «The Offer» «Предложение цены»                                           | Лоуренс Триллинг    | Сара Уотсон                        | 20 марта 2014    | 518         | 4,22                |
| Макс отправляется на экскурсию с классом, но не хочет брать с собой Кристину. Дети жестоко над ним пошутили, и он устроил истерику. Риелтор Карен находит хорошего покупателя на дом, и он от него в восторге. Но Камилла решает повременить с продажей. Джоэл путает расписание и не успевает во время забрать Виктора с тренировки. Чтобы мальчик не чувствовал себя потерянным, он покупает ему сотовый, хотя в школе решили этого не делать до 6 класса. Натали пытается выяснить отношения с Дрю. Сара отправила готовый проект заказчику и волнуется, что ей не звонят. Брошюру приняли. Сидни обвиняет Виктора в проблемах родителей, его это очень ранит. Дрю пишет слезливые песенки. Хэнк не может больше оставаться для Сары просто другом. |            |                                                                          |                     |                                    |                  |             |                     |
| 87 | 19         | «Fraud Alert» «Уведомление о мошенничестве»                              | Бетани Руни         | Джейсон Катимс                     | 27 марта 2014    | 519         | 4,40                |
| Эмбер случайно встречает на улице Марка, своего бывшего учителя и бывшего парня Сары. Макс после случившегося отказывается ходить в школу. Администрация учебного заведения не хочет решать его проблемы и предлагает на месяц, оставшийся до конца учебного года, перевести Макса на домашнее обучение. Адам научил его серфингу, и Максу не терпится поделиться успехами с мамой. Джоэл и Пит отмечают в ресторане продажу своего первого дома, Джоэл оплачивает внушительный счет, об этом узнает Джулия, и это кажется ей подозрительным. Дрю остается присматривать за Сидни и Виктором, воспитательный процесс никак не клеится. Положение спасает Эмбер, она объясняет детям, что они со всем смогут справиться, т.к. чтобы ни случилось, они брат и сестра и всегда будут друг у друга. Сара получила новый заказ от производителя натуральной косметики. Марк приглашает Сару на ужин и рассказывает ей о своем обручении. Покупатель дома повышает цену, и Зик с Камиллой решаются на продажу. Джулия идет на свидание с Эдом. |            |                                                                          |                     |                                    |                  |             |                     |
| 88 | 20         | «Cold Feet» «Мандраж»                                                    | Майкл Уивер         | Дэвид Хадженс                      | 3 апреля 2014    | 520         | 3,73                |
| Кристина и Адам подали заявку на открытие частной школы, директором которой должен стать мистер Найт, но долго не получают ответа. Кристина просит Джулию помочь им с документами. Джулия счастлива снова оказаться в привычной юридической среде, она активно берется за работу и в конце концов заявку одобряют. Эта кампания производит на мистера Найта неизгладимое впечатление - он очарован Джулией. Пол Манкузо, менеджер молодежной группы 4-D, предлагает Адаму отправить их группу «Ashes of Rome» в турне для разогрева перед концертами 4-D. Кросби с трудом удалось уговорить Оливера Рома на это турне. Зик и Камилла окончательно оформили сделку по продаже дома, и Камилле стало тревожно, что они не найдут себе хорошую квартиру. Зик делает ей неожиданный и приятный сюрприз. Джулия идет домой к Эду на свидание, но вдруг понимает, что не готова к этим отношениям. Борьба с плесенью в доме Кросби приобрела масштабы стихийного бедствия, пришлось разобрать полы. Теперь ремонт влетит ему в копеечку. Хэнк извиняется перед Сарой, что уехал в Миннесоту и разорвал их отношения. Дрю выясняет отношения со своим соседом Бертом, обвиняя его в связи с Натали. Джулия проводит ночь с Эваном Найтом. |            |                                                                          |                     |                                    |                  |             |                     |
| 89 | 21         | «I'm Still Here» «Я еще здесь»                                           | Скотт Чайфер        | Ян Дейчтман и Кристин Раск Робисон | 10 апреля 2014   | 521         | 3,66                |
| Кросби просит Джоэла о помощи с полами в доме, несмотря на их неопределенные отношения с Джулией. Неожиданно Пит открывает глаза Джоэлу на то, как сильно он привязан к своей многочисленной семье. Полы восстановлены, и семья Кросби возвращается в своё гнездышко. Дрю наконец-то перестает скрываться в своей раковине, выясняет отношения с Натали, и она с радостью соглашается стать его девушкой. Кристина с компанией ищут здание для будущей школы. Один из вариантов запал ей в душу, но этот дом хочет выкупить крупный застройщик. Кристина обращается за помощью к Бобу Литтлу. Но даже если здание отдадут под школу, им придется вложить немало денег в его ремонт. Джулия объясняется с Эваном по поводу прошедшей ночи и говорит, что это больше не повториться, он не возражает. Эмбер получает известие из Сан-Диего, что с Райаном произошел несчастный случай и он в операционной. Хэнк отвозит её туда. Кристине удается в последний раз увидеться со своей подругой Гвен, которая не смогла справиться с раком. Гвен завещает ей крупную сумму денег для открытия школы, зная как это важно для неё. |            |                                                                          |                     |                                    |                  |             |                     |
| 90 | 22         | «The Pontiac» «Понтиак»                                                  | Лоуренс Триллинг    | Джейсон Катимс                     | 17 апреля 2014   | 522         | 3,99                |
| Хэдди приезжает домой на каникулы вместе со своей «суперской» подругой Лорен, которая на самом деле больше, чем подруга. Виктор победил в школьном конкурсе эссе, родители очень им гордятся. Он читает его на школьном собрании перед всеми, это трогательный рассказ ребенка о его дружной семье и счастливом детстве. На волне прекрасного дня Сидни предпринимает отчаянную попытку воссоединить родителей. В больнице Эмбер знакомится с мамой Райана и узнает, что она даже не знала об их помолвке. Кросби, Дрю и Адам помогают отцу грузить вещи и мебель для переезда. Лучшему грузчику объявлен приз. Райан уезжает домой в Вайоминг с мамой. Хэдди, набравшись смелости, рассказывает маме о своей любви к Лорен, Кристина спокойно воспринимает эту новость, желая ей счастья и радуясь, что дочь следует за своим сердцем. Зик дарит свой отремонтированный Понтиак Дрю, и он тут же едет в Портленд навестить уехавшую на каникулы Натали. Прошедшая радостная встреча с Райаном заставляет Эмбер купить тест на беременность. Сара сомневается, стоит ли ставить под угрозу дружеские отношения и слаженную работу с Хэнком из-за решения снова сойтись, но видит, что он старается, проявляет участие и работает над собой. Она решается попробовать снова. Тем временем все готово для празднования новоселья в новом чудесном городском доме. |            |                                                                          |                     |                                    |                  |             |                     |

### Сезон 6 (2014–15)
| № общий | № в сезоне | Название                                                                         | Режиссёр             | Автор сценария                     | Дата премьеры    | Произв. код | Зрители в США (млн) |
| ------- | ---------- | -------------------------------------------------------------------------------- | -------------------- | ---------------------------------- | ---------------- | ----------- | ------------------- |
| 91      | 1          | «Vegas» «Вегас»                                                                  | Лоуренс Триллинг     | Джейсон Катимс                     | 25 сентября 2014 | 601         | 4,26                |
| 92      | 2          | «Happy Birthday, Zeek» «С Днём Рождения, Зик»                                    | Лоуренс Триллинг     | Сара Уотсон                        | 2 октября 2014   | 602         | 4,34                |
| 93      | 3          | «The Waiting Room» «Комната ожидания»                                            | Патрик Норрис        | Джессика Голдберг                  | 9 октября 2014   | 603         | 4,25                |
| 94      | 4          | «A Potpourri of Freaks» «Попурри уродов»                                         | Питер Краузе         | Ян Дейчтман и Кристин Раск Робисон | 16 октября 2014  | 604         | 4,20                |
| 95      | 5          | «The Scale of Affection is Fluid» «Шкала привязанности жидкости»                 | Бетани Руни          | Джесси Цвик                        | 23 октября 2014  | 605         | 3,95                |
| 96      | 6          | «Too Big to Fail» «Слишком большой, чтобы проиграть»                             | Джессика Ю           | Ян Дейчтман и Кристин Раск Робисон | 30 октября 2014  | 606         | 3,89                |
| 97      | 7          | «These Are the Times We Live In» «Времена, в которые мы живём»                   | Эрик Галилео Тигнини | Сара Уотсон                        | 6 ноября 2014    | 607         | 3,96                |
| 98      | 8          | «Aaron Brownstein Must Be Stopped» «Аарон Браунстин должен быть остановлен»      | Лоуренс Триллинг     | Джессика Голдберг                  | 13 ноября 2014   | 608         | 3,61                |
| 99      | 9          | «Lean In» «Опора»                                                                | Лоуренс Триллинг     | Джесси Цвик                        | 20 ноября 2014   | 609         | 3,99                |
| 100     | 10         | «How Did We Get Here?» «Как мы до такого дошли?»                                 | Майкл Уивер          | Джейсон Катимс                     | 8 января 2015    | 610         | 4,63                |
| 101     | 11         | «Let's Go Home» «Давай пойдём домой»                                             | Эллисон Лидди-Браун  | Сара Уотсон                        | 15 января 2015   | 611         | 4,12                |
| 102     | 12         | «We Made it Through the Night» «Мы делали это всю ночь»                          | Джейсон Катимс       | Джейсон Катимс                     | 22 января 2015   | 612         | 4,40                |
| 103     | 13         | «May God Bless and Keep You Always» «Пусть Бог благословит и хранит тебя всегда» | Лоуренс Триллинг     | Джейсон Катимс                     | 29 января 2015   | 613         | 5,46                |